# Мартін Грінфілд
Мартін Грінфілд (англ. Martin Greenfield; ур. Максміліан Грюнфельд, нар. 9 серпня 1928, Павлово, Підкарпатська Русь, Перша чехословацька республіка — 20 березня 2024, Мангассет, Нью-Йорк, США) був американським кравцем, що базувався в Брукліні, штат Нью-Йорк, і спеціалізувався на чоловічих костюмах. Його описували як найкращого чоловічого кравця в Сполучених Штатах. Серед його клієнтів були шість президентів США, а також інші відомі політики та знаменитості. Його компанія, «Martin Greenfield Clothiers», також має white label бізнес, шиючи чоловічі костюми для ліній одягу «DKNY» і «Rag & Bone», а також телесеріалу «Підпільна імперія».
Грінфілд пережив Голокост, будучи підлітком, був ув'язнений в Аушвіці, де були вбиті всі його найближчі родичі.

## Раннє життя
Грінфілд народився 9 серпня 1928 року в єврейській родині в Павлово, невеликому селі, розташованому на Закарпатті, на південно-східному краю Чехословаччини на території сучасної України. У віці 14 років Грінфілд був схоплений разом із батьком, матір'ю, двома сестрами, братом і дідусем і бабусею. Усіх було перевезено до концентраційного табору Аушвіц, де його двох сестер, малолітнього брата та дідуся і бабусю негайно відправили в газову камеру, а невдовзі після цього його матір, яка не змогла відпустити свою дитину. Батько Грінфілда помер незадовго до того, як Аушвіц був звільнений радянськими солдатами в січні 1945 року, залишивши його єдиним членом своєї сім'ї, який пережив війну.
Під час перебування в Аушвіці Грінфілд дізнався про силу, яка стоїть за одягом. Після побиття за те, що випадково порвав сорочку нациста, він викрав її, полагодив і носив під уніформою весь час перебування в таборі. Носіння сорочки дало йому зрозуміти, що одяг має силу; це надихнуло Мартіна і допомогло йому пережити Голокост. Цей досвід сприяв тому, що він став одним із найуспішніших і найвідоміших чоловічих кравців Америки.
Ближче до кінця Другої світової війни Грінфілд був перевезений разом з іншими в'язнями Аушвіца до концтабору Бухенвальд. У квітні 1945 року американська армія увірвалася в табір і звільнила його в'язнів. Коли війська проходили через табір, Грінфілд зупинив молодого рабина, який служив капеланом армії США, і запитав його: «Де був Бог?». Пізніше рабин Гершель Шактер сказав Грінфілду, що він ніколи не забув це питання. Коли генерал Дуайт Ейзенхауер прибув для спостереження за звільненням, Грінфілд потис йому руку; за збігом обставин поруч із Грінфілдом у той час стояв Елі Візель, який пізніше стане відомим, пишучи про свій час у концтаборах.
Невдовзі після звільнення Грінфілд та інший підліток, який вижив, вирішили вбити дружину майора, який раніше побив Грінфілда за спробу з'їсти їжу, призначену для його домашніх кроликів. Коли вони знайшли її, вона несла свою новонароджену дитину, і Грінфілд утримався від вчинку; він описав цей момент як той, коли він «знову став людиною».
Наступні два роки Грінфілд провів у Європі, шукаючи решту найближчих родичів, не знаючи, що всі вони були вбиті. Його батька вбили за тиждень до звільнення його табору. У 1947 році, у віці 19 років, він сів на корабель до Сполучених Штатів і залишився у багатих родичів у Балтиморі. Незабаром після цього він переїхав до Нью-Йорка, де жила його тітка.

## Кар'єра
У 1947 році чеський іммігрант привів його до «GGG Clothing», виробника одягу в районі Іст-Вільямсбург у Брукліні, де його найняли на посаду прибиральника. Протягом наступного десятиліття його кравецькі навички та репутація росли. Його першим великим клієнтом на початку 1950-х років був генерал Ейзенхауер, який тоді готувався балотуватися на пост президента.
У 1977 році Грінфілд купив «GGG Clothing» і перейменував її в «Martin Greenfield Clothiers». Компанія зросла з, на той час, шести співробітників до 117 у 2010 році.
Серед клієнтів Грінфілда президенти США Ейзенхауер, Білл Клінтон, Ліндон Джонсон, Джеральд Форд, Барак Обама та Дональд Трамп; Генерал Колін Павелл, знаменитості Пол Ньюман, Леонардо Ді Капріо, Конан О'Браєн, Джиммі Феллон, Джонні Депп і Бен Аффлек, кардинал Едвард Іган, спортсмени Патрік Юїнг, Шакіл О'Ніл, Леброн Джеймс, Кармело Ентоні, Вейн Грецкі та нью-йоркські політичні діячі Майкл Блумберґ і Рей Келлі.
Грінфілд і його компанія працювали кравцями чоловічих костюмів для модних ліній, включаючи DKNY, Brooks Brothers, Neiman Marcus і Rag & Bone.
Його компанія також створила костюми для телевізійного серіалу HBO «Підпільна імперія», дія якого відбувається в 1920-х роках.

## Особисте життя
Грінфілд одружився з Арлін Берген у 1956 році. У них було двоє синів, Джей і Тод. Обидва сини працюють у «Martin Greenfield Clothiers», а Джей, його старший син, є виконавчим віце-президентом. Мартінові мемуари під назвою «Мірка людини: від вижилого в Освенцимі до кравця президентів» були опубліковані в 2014 році.
Грінфілд помер у лікарні в Мангассеті, штат Нью-Йорк, 20 березня 2024 року у віці 95 років.